# Os Posbis
Os Posbis é um dos ciclos da série literária de ficção científica Perry Rhodan.

## Enredo
3º Ciclo: Os Pos-Bis
Volumes: P100 a P149
Na Terra registra-se o ano de 2102. O cruzador de pesquisa Fantasy parte para o seu primeiro voo de teste do propulsor linear aperfeiçoado. Por acaso, a Fantasy descobre o sistema do sol Ácon, habitado pelos antepassados dos arcônidas - os aconenses. O sistema está envolto um escudo energético azul. Os recém-descobertos aconenses empreendem vários ataques contra Árcon e a Terra, e os terranos destroem num de seus contragolpes o conversor temporal dos aconenses e a estação que alimenta o escudo energético. Os aconenses acabam capitulando após o colapso do escudo.
Pouco depois de os terranos se livrarem dessa ameaça, surgem no cenário galático os antis. Eles são descendentes diretos dos aconenses que tinham desenvolvido capacidades paranormais em seu novo mundo. Os antis tinham também estabelecido o culto de Baalol, cujos sacerdotes dispõem de grande poder nos mundos arcônidas. Seu objetivo é ir conquistando a Galáxia aos poucos, e para isso eles lançam mão de drogas como o liquitivo.
Os antis conseguem romper o hipnobloco aplicado no cérebro de Thomas Cardif e com isso deixam o ódio do terrano por Rhodan via à tona. Cardif logo consegue se fazer passar pelo pai, para o qual prepara uma armadilha, e entrega-o aos antis. Em sua sede de poder, Cardif chega ao ponto de extorquir Aquilo e exigir do ser coletivo um ativador celular. Aquilo entrega a Cardif um ativador, porém o aparelho está regulado para os impulsos individuais de Rhodan, o que causa uma rápida divisão celular no corpo de Cardif. No último encontro entre Rhodan e seu filho, o ativador fixa-se no peito de Rhodan. Thomas Cardif morre.
No ano de 2104, surgem no planeta Azgola os musgos da gordura, que fazem as pessoas engordarem e morrerem de ataque cardíaco ou deficiência respiratória em pouco tempo. Através da nave semeadora dos musgos da gordura, os terranos chegam a Mecânica, um planeta situado fora da Galáxia. Os antigos habitantes de Mecânica, seres reptilóides, extinguiram-se há muito tempo atrás. Só restou seu legado robótico, os pos-bis. Os terranos acabam com a ameaça dos musgos da gordura, lançando sua nave semeadora contra um sol.
Um ano mais tarde irrompe o caos no reino dos arcônidas, e um circuito de loucura dentro do antigo computador regente logo leva à sua autodestruição e ao consequente fim do império dos arcônidas como um fator de poder galático. Em torno de Mecânica desencadeia-se uma enorme batalha espacial entre seres invisíveis e os robôs. Em meio a isso, o planeta é destruído em um incêndio atômico. Os terranos conseguem resgatar uma nave fragmentária dos robôs e com isso descobrem o engaste hipertóictico, uma conexão entre o plasma biológico vivo e uma positrônica mecânica. Eles também descobrem que um circuito de ódio dentro dos robôs é a causa de toda sua raiva contra as formas de vida orgânicas.
No vazio intergalático, mais batalhas irrompem entre os invisíveis laurins e os pos-bis. Durante uma dessas batalhas, Ernst Ellert consegue sequestrar uma nave fragmentária. Com isso, os terranos apoderam-se dos planos de construção do canhão conversor. Por fim, Rhodan, Atlan e Fellmer Lloyd conseguem neutralizar o circuito de ódio da hiperimpotrônica dirigente no Mundo dos Cem Sóis, o mundo central dos pos-bis.
Depois que os pos-bis conseguem derrotar os invisíveis laurins, eles começam a se combater mutuamente. Só uma frota terrana consegue pôr fim às lutas, e os pos-bis tornam-se amigos fiéis da Humanidade.

## Resumo dos livros
No Império solar está no ano de 2102.  As relações diplomáticas culturais e econômicas com o grande Império governado pelo Imperador Gonozal VIII foram reestabilizadas. Entretanto os comerciantes galácticos perturbam a paz com uma guerra econômica. 

### O sistema Azul
Os Terranos descobrem com um voo de testes sua nova propulsão linear, na espaçonave FANTASY, os Aconidas. Eles são os ancestrais dos Arconidas. Tendo ultrapassado o estagio de viagens espaciais a milhares de anos. Com os seus transmissores de matéria eles recebem e transmitem tudo que é necessário para manter seu sistema vivo. Seu sistema natal é protegido por abóbada de proteção azul, após a expedição liderada por Perry Rhodan que designou o como sistema azul. Os Aconidas ficam traumatizados por este incidente e contra atacam a Terra. Eles usam um epidemia plasmática mark SE.  E somente com ajuda dos médicos galácticos Aras a doença pode ser combatida eficientemente. Mais uma ameaça, a Terra com ajuda dos Epotron, falha por causa da ação do rato-castor Gucky. Após o acordo de Rhodan e Gonozal VIII o sistema azul é atacado. A IRONDUKE abre o caminho para o ataque atravessando a esfera de defesa. Os Aconidas acabam capitulando. (PR100/PR 103/PR 105/PR 107) 

### a divisão III entra em ação
Durante a guerra contra os Aconidas os agentes da divisão III entram em ação para ajudar o Império.  Eles agem disfarçados como Springer. (PR 102/PR 106/PR 108)

### Thomas Cardif e os Antis
Surge o trafico de Liquitiv (critica ao trafico de drogas) que é combatido até ser interrompido. Um bloqueio em volta de Lepso detém a distribuição.  A busca por Cardif responsável pelo trafico foi infrutífera. Os Antis removem o Hipno bloqueio do mesmo, com meio século de memórias esquecidas.  Cardif jura se vingar de Rhodan.  (PR109)
Rhodan consegue deter a venda de Liquitiv. E um informante traz a referencia crucial.  O mundo selvagem de Okúl é a origem da droga.  Com um rápido assalto a fabrica de produção dos Antis é destruída.  Com um submarino Cardif consegue escapar com alguns sacerdotes.  Eles montam uma emboscada para Rhodan.  Cardif assumir o posto do seu pai para governar e destruir o seu império, diante os olhos do pai aprisionado.(PR 110, PR 111)
Cardif Rhodan realiza o embuste no inicio tudo funciona normalmente. Com o aumento da sua confiança, ele leva o Império a uma profunda guerra com os Arconidas.  Quando surge o pedido dos Báalols de adquirir 21 ativadores celulares de peregrino.  AQUILO reconhece a fraude e faz uma brincadeira.  Os 20 ativadores para os Antis são manipulados.  Em vez de vida eterna acarretam terríveis efeitos colaterais. Em Utik O sacerdote local chama a atenção de todos para uma miraculosa flor que é ele mesmo. Também Cardif Rhodan fica preocupado.  Seu ativador foi programado individualmente para Perry Rhodan. Ele é atingido pelos avisos de AQUILO.  Com expiração do prazo o ativador brilha por um período de 50 dias o seu corpo passa por uma mortal, divisão celular.  (PR 112, PR 113, PR 114) 
Cardif pensa que isto é culpa dos Antis, que o infectaram com uma doença.  Para obriga-lo a dar lhe assistência, ele envia a frota solar e seus agentes para procurarem seu mundo natal. Vários Springer falam sobre um mundo chamado Trakarat.  Em um pesquisa nos arquivos do Computador Regente ele consegue a posição do sistema Aptut (PR 115)
Durante o cerco a Trakarat Atlan tenta negociar com Cardif Rhodan.  Devido a algumas falhas na memória de Cardifs. Ele acaba reconhecido como impostor. Antes que ele revele a sua descoberta, Atlan é paralisado.  Cardif Rhodan foge da IRONDUKE para o planeta dos Báalols. Após Atlan acordar, eles seguem junto com Gucky. Para o quartel general dos Antis, surgindo a briga entre o imperador e o monstro. Atlan consegue desarmar seu oponente. Cardif Rhodan chora de dor. O ativador celular solta-se do seu peito e se dirige ao seu verdadeiro proprietário Perry Rhodan. Os sacerdotes de Báalol comunicam a sua derrota e o culto promete retirar-se da esfera de influencia dos Terranos e Arconidas. (PR 116)

### Speckmoos, Aconidas e 1003 problemas
A morte de Thomas Cardif acaba com as brigas entre Terranos e Arconidas.  Mas agora Atlan vê  os problemas que surgiram, da sua aliança com os Aconidas.  Como recuperar as suas 1000 Naves Robotizadas, que estão no momento em Drorah para serem reequipadas. Perry faz um plano para rouba-las durante uma missão diplomática.  Enquanto Rhodan negocia com o conselheiro re-empossado Auris de read Toór, os Teleportadores realizam o roubo.  Para os Aconidas parece que um falha nas naves, fez que elas coletivamente voassem em direção ao sol(PR 117)

### POSBIS
Surgem os POSBIS em suas naves cúbicas, robôs ciborgues que ameaçam a humanidade...

## Estatísticas
- Data de publicação: 1963 - 1964
- Estatísticas dos Autores de Perry Rhodan
  - Kurt Brand: 12
  - Kurt Mahr: 11
  - Clark Darlton: 10
  - William Voltz: 10
  - K. H. Scheer: 7

## Relação dos livros que compõem o ciclo
| Nr. Autor         | Título Resumo | Personagens | No Brasil Tradutor        |
| ----------------- | --- | --- | ------------------------- |
| 100 K. H. Scheer  | A Estrela do destino Uma nova época começa - e o cruzador experimental FANTASY faz sua longa viagem...                         | Perry Rhodan, Tenente Brazo Alkher, Dr. Arno Kalup, Oberst Jefe Claudrin, Reginald Bull, Gucky, Auris de Las-Toór               | 1978 S. Pereira Magalhães |
| 101 Clark Darlton | O Globetrotter das estrelas Ele quebrar as leis - mas ajuda os náufragos no planeta vivo!                                      | Perry Rhodan, Gucky, Samuel Graybound, Rex Knatterbull, Ludwig Rammbüggl, Torero                                                | 1978 S. Pereira Magalhães |
| 102 Kurt Mahr     | A Divisão III entra em ação Os perdigueiros da Terras em um pista quente! - Quem destruiu a CAROLINA?                          | Nike Quinto, Ron Landry, Larry Randall, Alboolal, Richard Silligan, Lyn Trenton, Dynah Langmuir                                 | 1978 Richard Paul Neto    |
| 103 Kurt Brand    | O monstro de Plasma Eles são enviados pelo comando energético - e criam o monstro de Plasma                                    | Perry Rhodan, Reginald Bull, Gucky, Harald Fitzgerald, Walt Ballin, Jeff Garibaldi                                              | 1978 Richard Paul Neto    |
| 104 William Voltz | Os Traficantes de Alaze Os inimigos da Terra não tem humor - e também não respeitam um lua de mel                              | John Edgar Pincer, Cora Pincer, Valmonze, Clifton Shaugnessy, Amat-Palong, James Woodsworth                                     | 1978 Richard Paul Neto    |
| 105 Clark Darlton | A frota fantasma eles se erguem do tumulo - e atacam a terra                                                                   | Perry Rhodan, Geral Khor, Major Bellefjord, Kadett Rumpus, Sgt. Meister, Gucky, Reginald Bull                                   | 1978 S. Pereira Magalhães |
| 106 Kurt Mahr     | O Deus Falso 10000 terranos raptados - e se descobre a pista de um deus!                                                       | Nike Quinto, Ron Landry, Larry Randall, Lofty Patterson                                                                         | 1978 S. Pereira Magalhães |
| 107 K. H. Scheer  | O Sistema Azul Seu objetivo é odiar - e seu alvo é seu pai! Uma aventura de Atlan!                                             | Atlan, Perry Rhodan, Tama Yokida, Coronel Jefe Claudrin, Auris von Las-Toór                                                     | 1978 Richard Paul Neto    |
| 108 Kurt Mahr     | O deserto da morte Caia morto! - Os Agentes da divisão III na pista dos Antis !                                                | Armin Zuglert, Ron Landry, Larry Randall, Nike Quinto, Gerard Lobson                                                            | 1978 Richard Paul Neto    |
| 109 Kurt Brand    | O Bloqueio de Lepso A Frota chega - e os mercadores da morte recebem seu ultimato                                              | Perry Rhodan, Gucky, Edmond Hugher, Jefe Claudrin, Gal-Tam                                                                      | 1978 Richard Paul Neto    |
| 110 William Voltz | Na pista dos Antis A semente apodrecida da seus frutos - Milhões de humanos sem esperanças                                     | Perry Rhodan, Reginald Bull, Thomas Cardif, Henry Mulvaney, John Clayton                                                        | 1978 Richard Paul Neto    |
| 111 Clark Darlton | Sob uma falsa bandeira Em Okúl é lançada a armadilha - o soro é a vida para milhões de humanos                                 | Perry Rhodan, Reginald Bull, Thomas Cardif, John Rengall                                                                        | 1978 Richard Paul Neto    |
| 112 Kurt Brand    | O homem de duas caras A natureza de peregrino assombra a todos - e da 21 passes para a eternidade                              | Thomas Cardif, Reginald Bull, Allan D. Mercant, A-thól, Brazo Alkher, Stana Nolinow, ES                                         | 1978 Richard Paul Neto    |
| 113 Kurt Mahr     | A flor milagrosa de Utik O ativador celular faz seu lance - e muda a rotina de um planeta inteiro                              | ES, Ron Landry, Larry Randall, Meech Hannigan, Kalal, Lofty Patterson                                                           | 1978 Richard Paul Neto    |
| 114 Kurt Brand    | O chamado da eternidade nem mesmo os mais íntimos do administrador o reconhecem o embuste - sua mascarada é perfeita           | Thomas Cardif, Reginald Bull, Allan D. Mercant, Brazo Alkher, Stana Nolinow                                                     | 1978 Richard Paul Neto    |
| 115 William Voltz | O Imperador e o monstro Atlan em xeque-mate: Paz ou destruição - eis a questão!                                                | Thomas Cardif, Atlan, Reginald Bull, General Alter Toseff, Brazo Alkher, Stana Nolinow, Kutlos                                  | 1978 Richard Paul Neto    |
| 116 K. H. Scheer  | Duelo sob o sol germinado Uau, Atlan, descobre a verdade - será a morte de ...                                                 | Atlan, Thomas Cardif, Reginald Bull, Allan D. Mercant, Tenente Brazo Alkher, Gucky                                              | 1978 Richard Paul Neto    |
| 117 Clark Darlton | Frota espacial roubada Um grande golpe para os ladrões cósmicos! - 992 espaçonaves são sequestradas!                           | Stanislaus Jakobowski, Axel Wiener, Auris von Las-Toór, Atlan, Perry Rhodan, Gucky, Torero                                      | 1978 Richard Paul Neto    |
| 118 Kurt Mahr     | O Sargento Robô Se vive perigosamente - em Azgola, o planeta dos Schlaraffen!                                                  | Meech Hannigan, Ron Landry, Larry Randall, Lofty Patterson, Chuck Waller, Bladoor                                               | 1978 S. Pereira Magalhães |
| 119 William Voltz | Sementes da desgraça O Escoteiro chama - e as espaço naves coletoras chegam                                                    | Perry Rhodan, Reginald Bull, Ras Tschubai, Tako Kakuta, Gucky, Arthur                                                           | 1978 S. Pereira Magalhães |
| 120 K. H. Scheer  | O planeta da Mecanização Máquinas lutam contra máquinas - mas os seus criadores estão mortos                                   | Perry Rhodan, Reginald Bull, Gucky, Atlan, Jefe Claudrin, Arno Kalup                                                            | 1978 S. Pereira Magalhães |
| 121 Clark Darlton | A herança dos sáurios Eles falsificam os impulsos de comando e esperam a nave aparecer                                         | Perry Rhodan, Reginald Bull, Ras Tschubai, Tako Kakuta, Betty Toufry, Gucky, Jefe Claudrin                                      | 1978 S. Pereira Magalhães |
| 122 Kurt Mahr     | A morte do lorde almirante Eles acham um planeta solitário - e os mortos morrem uma terceira vez                               | Thekus, Marschall Julian Tifflor, Oberst Nike Quinto, Ron Landry, Larry Randall, Lofty Patterson, Meech Hannigan, Arfar, Melaal | 1978 Richard Paul Neto    |
| 123 Kurt Brand    | Sabotagem em A-1 O campo temporal o protege - os Sabotadores no coração do grande computador Positronico                       | Perry Rhodan, Atlan, Gucky, Joe Luklein, John Marshall, Drakont, Mith                                                           | 1978 Richard Paul Neto    |
| 124 William Voltz | O Psicoduelo Atlan o Imperador de Arcon e Carbá de Minterol em duelo - Em mundo ficçional                                      | Salor Henno, Wayne Tate, Kommodore Michael Fellmann, Atlan, Carbà, Perry Rhodan, Sowan Dolanty, Sansaro                         | 1978 Richard Paul Neto    |
| 125 K. H. Scheer  | O salvador do Império Eles roubam o transportador temporal e vão para o passado! A 11. aventura de Atlan!                      | Perry Rhodan, Allan D. Mercant, John Marshall, Atlan, Nike Quinto, Auris von Las-Toór                                           | 1978 Richard Paul Neto    |
| 126 Clark Darlton | As sombras atacam Os invisíveis fazem uma emboscada nos limites da Via Láctea - e um luta sem tréguas acontece                 | Perry Rhodan, Gucky, Iltu, Oberst Sukril, Tenente Germa, Brado, Gork, Wilkowski, Lester                                         | 1978 S. Pereira Magalhães |
| 127 Kurt Mahr     | Entre as galáxias Eles experimentam uma batalha espacial quando recebem um estranho radiograma - e então o caos cai sobre eles | Captão Eric Furchtbar, Mike Kirkpatrik, Art Cavanaugh, Ken Lodge, Warren Lee, Oberst Nike Quinto, Major Ron Landry              | 1978 S. Pereira Magalhães |
| 128 William Voltz | Os assassinos do hiperespaço eles riem da morte - eles são os inimigos da vida                                                 | Vicheline, Tusnetze, Major Reja Teluf, Perry Rhodan, Shorty-0, Ras Tschubai, Tako Kakuta, Gucky                                 | 1978 Richard Paul Neto    |
| 129 Clark Darlton | Incêndio Atômico em Mecânica Três etnias espaciais se combatem - e um planeta queima no fogo atômico e                         | Perry Rhodan, Reginald Bull, Gucky, Atlan, Jefe Claudrin, Hal Randex, Iltu                                                      | 1978 Richard Paul Neto    |
| 130 Kurt Brand    | Voluntários para Frago O grande Mehek quer protege-lo - mas, ele não tem a aparência dos Terranos                              | Perry Rhodan, Reginald Bull, Gucky, Captão Brazo Alkher, Wuriu Sengu, Tama Yokida, Van Moders                                   | 1978 S. Pereira Magalhães |
| 131 Kurt Mahr     | Esconderijo no futuro Meio ano se passa para ele enquanto ele está sozinho no espaço na estação do futuro                      | Perry Rhodan, Ron Landry, Larry Randall, Nike Quinto, Lofty Patterson, Meech Hannigan                                           | 1979 Richard Paul Neto    |
| 132 Kurt Brand    | O poder dos monstros A nave fantasma aparece - e um super-pesado perde a sua frota                                             | Perry Rhodan, Allan D. Mercant, Gucky, Brazo Alkher, Van Moders, Totztal, Eskens                                                | 1979 Richard Paul Neto    |
| 133 William Voltz | Robôs, Bombas e Mutantes o oponente não conhece a piedade - e cinquenta Terranos experimentam o inferno em Panotol             | Perry Rhodan, Atlan, Reginald Bull, John Marshall, Jefe Claudrin, Tako Kakuta, Ras Tschubai                                     | 1979 Richard Paul Neto    |
| 134 K. H. Scheer  | Os canhões de Everblack Na nuvem escura seu destino é decidido - 118000 anos-luz no intercosmos                                | Perry Rhodan, Gucky, Atlan, Harlek, Fielpan, Anztan                                                                             | 1979 Richard Paul Neto    |
| 135 Clark Darlton | Sentinelas da solidão A patrulha estelar descobre um novo planeta - mas ninguém quer acreditar neles                           | Perry Rhodan, Reginald Bull, Gucky, Harno, Glen Henderson, Morath                                                               | 1979 S. Pereira Magalhães |
| 136 Kurt Mahr     | A feras do submundo Eles investigam o planeta Afzot - e descobrem o laboratório galactico                                      | Meech Hannigan, Dor-Par, Adnil, Con-Ki, Ron Landry, Larry Randall, Lofty Patterson, Kule-Tats                                   | 1979 S. Pereira Magalhães |
| 137 Kurt Brand    | Assalto à Galáxia O povo da Via lactea luta desperadamente - e um Mutante sacrifica sua vida                                   | Olf Stagge, Perry Rhodan, Atlan, Kule-Tats, Van Moders, Reginald Bull                                                           | 1979 Richard Paul Neto    |
| 138 Kurt Brand    | Risco infinito dois Micro-Técnicos tem uma ideia - e Gucky traz um Robo para...                                                | Perry Rhodan, Reginald Bull, Gucky, Atlan, Van Moders, Kule-Tats, Petid                                                         | 1979 Richard Paul Neto    |
| 139 William Voltz | Os Laurins estão chegando um descarregar enorme de energia não pode feri-los - e um mundo fica sem proteção                    | Perry Rhodan, Reginald Bull, Ras Tschubai, Gucky, Iwan I. Goratschin, Atlan, Fyrn                                               | 1979 Richard Paul Neto    |
| 140 Clark Darlton | O morto que não deve morrer seu corpo petrificará - a não ser que seu espírito cruze o universo                                | Perry Rhodan, Reginald Bull, Gucky, Iltu, Van Moders, Kule-Tats, Ernst Ellert                                                   | 1979 Richard Paul Neto    |
| 141 Kurt Mahr     | A base dos invisíveis O Sargento robo caça os invisíveis! - uma nova empreitada da divisão III                                 | Ron Landry, Larry Randall, Nike Quinto, Lofty Patterson, Meech Hannigan, Molol, Tetzte                                          | 1979 S. Pereira Magalhães |
| 142 Kurt Brand    | Os agentes da destruição Suas espaçonaves voam para a Terra e sua carga são as 3000 faces da morte.                            | Perry Rhodan, Reginald Bull, Allan D. Mercant, Gucky, Cafzen                                                                    | 1979 S. Pereira Magalhães |
| 143 William Voltz | Proibido para os homens Um planeta quebra - e cinco Terranos atigem a proibida estação da morte                                | Perry Rhodan, Emmet Loden, Johann Riesenhaft, Albright, Shawlee, Bergmann, Schöpproit                                           | 1979 Richard Paul Neto    |
| 144 K. H. Scheer  | O convite dos robôs O local mais longínquo que o homem já pisou- uma nova narração feita por Atlan                             | Perry Rhodan, Fellmer Lloyd, Atlan, Jefe Claudrin, Beybo                                                                        | 1979 Richard Paul Neto    |
| 145 Clark Darlton | O exército dos fantasmas A Natureza da luz - um perigo mortal para toda a vida na via Láctea!                                  | Perry Rhodan, Reginald Bull, ES, Jefe Claudrin, Van Moders, Marco Rabelli                                                       | 1979 Richard Paul Neto    |
| 146 Kurt Mahr     | Atrás da muralha do tempo Um equipamentos terrestres ficam super aquecidos! - O segredo da estrela verde deve ser descoberto!  | Jerry Blanchard, Ulloh, Nike Quinto, Ron Landry, Larry Randall, Lofty Patterson, Meech Hannigan, Haika                          | 1979 Richard Paul Neto    |
| 147 William Voltz | As máquinas enlouquecem Seis homens da terra - no meio de um guerra de máquinas                                                | Ellis Kedrick, John Marshall, Ras Tschubai, Tama Yokida, Van Moders, Dr. Bryant, Dr. Riesenhaft, Gucky, Emiondi, Sakori         | 1979 Richard Paul Neto    |
| 148 Kurt Brand    | Salto no intercosmo Eles cruzam o abismo entre o tempo e o espaço - e atingem o mundo de centenas de soís.                     | John Marshall, Atlan, Brazo Alkher, Van Moders, Willy                                                                           | 1979 Richard Paul Neto    |
| 149 Kurt Brand    | A batalha dos duzentos sóis O oponente é muito poderoso - até que os humanos controlam a conexão robotizada.                   | Perry Rhodan, Atlan, Reginald Bull, Ras Tschubai, Van Moders, Gucky, Owen DeSoto                                                | 1979 Richard Paul Neto    |